# Nordamerikanische Meisterschaften im Sommerbiathlon 2012
Die Nordamerikanische Meisterschaften im Sommerbiathlon 2012 wurden am 8. und 9. September des Jahres im kanadischen Canmore, Alberta ausgetragen.
Bis auf jeweils einen Sportler aus den USA und einen aus Tschechien nahmen an allen Rennen der Männer und der Frauen nur Starter aus Kanada teil.

## Männer

### 3 km Sprint
Datum: Sonnabend, 8. September 2012

Startzeit: 13:15 Uhr (Ortszeit)

Die Teilnehmer starteten in zwei Altersklassen.
| Platz | Sportler            | Klasse      | Schieß- fehler | Zeit m:s |
| ----- | ------------------- | ----------- | -------------- | -------- |
| 1     | Carson Mackenzie    | Senior Boys | 2-2            | 13:29,5  |
| 2     | Jakob Chambers      | Senior Boys | 2-2            | 13:47,6  |
| 3     | Benjamin Churchill  | Senior Boys | 3-3            | 13:51,3  |
| 4     | Sergey Bochkarnikov | Senior Boys | 1-3            | 13:53,4  |
| 5     | Matthew Strum       | Youth Men   | 3-6            | 14:12,6  |
| 6     | Eric Hall           | Youth Men   | 2-0            | 14:17,3  |
| 7     | Mitchell Fennell    | Senior Boys | 0-4            | 14:22,4  |
| 8     | Connor Egan         | Senior Boys | 3-8            | 16:04,2  |
| –     | Wesley Munro        | Senior Boys | –              | dns      |

### Verfolgung
Datum: Sonntag, 9. September 2012

Startzeit: 10:30 Uhr (Ortszeit)

Die Teilnehmer starteten in zwei Altersklassen.

#### 12,5 km Verfolgung
| Platz | Sportler          | Klasse      | Schieß- fehler | Zeit h:m:s |
| ----- | ----------------- | ----------- | -------------- | ---------- |
| 1     | Scott Perras      | Senior Boys | 2-1-1-1        | 0:36:14,5  |
| 2     | Nathan Smith      | Senior Boys | 2-1-1-1        | 0:36:51,4  |
| 3     | Lukas Kristejn    | Senior Boys | 1-0-3-0        | 0:38:20,8  |
| 4     | Scott Gow         | Senior Boys | 4-3-1-0        | 0:39:51,7  |
| 5     | Macx Davies       | Junior Boys | 1-3-1-3        | 0:40:38,6  |
| 6     | Arthur Roots      | Junior Men  | 4-2-2-1        | 0:41:50,0  |
| 7     | Brett Davie       | Junior Men  | 2-0-1-0        | 0:42:41,2  |
| 8     | Matthew Hudec     | Junior Men  | 1-2-2-1        | 0:43:45,1  |
| 9     | Jasper MacKenzie  | Junior Men  | 4-2-2-0        | 0:44:32,3  |
| 10    | Nick Lenko        | Junior Men  | 2-1-3-5        | 0:50:19,6  |
| 11    | Bill Bowler       | Senior Boys | 0-3-           | dnf        |
| 12    | Elijah MacCulloch | Senior Boys | –              | dns        |
| 13    | Andrew Chisholm   | Senior Boys | –              | dns        |

#### 5 km Verfolgung
| Platz | Sportler            | Klasse      | Schieß- fehler | Zeit h:m:s |
| ----- | ------------------- | ----------- | -------------- | ---------- |
| 1     | Carson MacKenzie    | Senior Boys | 1-1-1-1        | 0:24:17,2  |
| 2     | Aidan Millar        | Youth Men   | 1-2-0-2        | 0:24:33,2  |
| 3     | Benjamin Churchill  | Senior Boys | 2-2-2-4        | 0:24:59,2  |
| 4     | Matthew Strum       | Youth Men   | 2-3-3-0        | 0:25:01,9  |
| 5     | Sergey Bochkarnikov | Senior Boys | 2-0-2-3        | 0:25:34,3  |
| 6     | Mitchell Fennell    | Senior Boys | 4-1-0-2        | 0:26:25,8  |
| 7     | Jakob Chambers      | Senior Boys | 4-2-2-5        | 0:27:07,2  |
| 8     | Eric Hall           | Youth Men   | 2-1-1-2        | 0:27:07,2  |
| 9     | Connor Egan         | Senior Boys | 3-1-3-4        | 0:28:05,8  |
| 10    | Wesley Munro        | Senior Boys | 5-5-4-3        | 0:31:57,2  |

## Frauen

### 3 km Sprint
Datum: Sonnabend, 8. September 2012

Startzeit: 13:15 Uhr (Ortszeit)

 
| Platz | Sportler         | Klasse       | Schieß- fehler | Zeit m:s  |
| ----- | ---------------- | ------------ | -------------- | --------- |
| 1     | Bryn Robertson   | Senior Girls | 0-2            | 0:14:54,4 |
| 2     | Kendall Chong    | Senior Girls | 2-1            | 0:14:58,9 |
| 3     | Megan Bankes     | Senior Girls | 2-1            | 0:15:58,7 |
| 4     | Elyse Ewert      | Senior Girls | 4-4            | 0:18:33,0 |
| 5     | Ashley Runnalls  | Senior Girls | 4-5            | 0:18:57,0 |
| –     | Reagan Chicoine  | Senior Girls | –              | dns       |
| –     | Kirsten Chicoine | Senior Girls | –              | dns       |

### 11 km Verfolgung
Datum: Sonntag, 9. September 2012

Startzeit: 10:30 Uhr (Ortszeit)

Die Teilnehmerinnen starteten in zwei Altersklassen.
| Platz | Sportler         | Klasse       | Schieß- fehler | Zeit h:m:s |
| ----- | ---------------- | ------------ | -------------- | ---------- |
| 1     | Rosanna Crawford | Women        | 0-1-1-1        | 0:37:43,0  |
| 2     | Sarah Beaudry    | Junior Women | 2-0-0-1        | 0:39:05,9  |
| 3     | Melanie Schultz  | Women        | 2-0-2-1        | 0:39:07,7  |
| 4     | Emma Lodge       | Junior Women | 1-0-3-1        | 0:40:03,8  |
| 5     | Julia Ransom     | Women        | 2-0-1-2        | 0:40:31,1  |
| 6     | Erin Yungblut    | Junior Women | 0-1-1-3        | 0:42:11,8  |
| 7     | Erikka Niemi     | Junior Women | 2-2-2-1        | 0:46:11,4  |
| 8     | Andrea Mayo      | Women        | 3-4-2-1        | 0:50:31,5  |
| –     | Kathryn Stone    | Women        | –              | dns        |